# Castrotierra de Valmadrigal
Castrotierra de Valmadrigal è un comune spagnolo di 154 abitanti situato nella comunità autonoma di Castiglia e León.